# Ненад Боровчанин
Ненад Боровчанин (Лозница, 25. март 1979)био је професионални боксер и шампион Европе у крузер категорији у верзији „Свјетске боксерске организације“ (WBO).

## Биографија
Аматерску каријеру је започео у Лозници а наставио у бањалучкој Славији. Као аматер је остварио 98 побједа, а 2004. прелази у професионалце. За мечеве се 2010. припремао заједно са Виталијем Кличком и Владимиром Кличком, а њихов заједнички тренер је Фриц Здунек. Крајем 2010. је имао 26. мечева без иједног пораза, а у 17 мечева је побједу остварио нокаутом. Боровчанин носи звање Амбасадора спорта Републике Српске које му је додијелило министарство породице, омладине и спорта Републике Српске. Након меча са Константином Семерџијевим 11. јуна 2011, Боровчанин има 29 побједа у исто толико професионалних мечева, каријеру је завршио 2012. године са 30 победа у 30 мечева. Постављен је за државног секретара за омладину у Министарству омладине и спорта Републике Србије 2012. године.

### Шампион Европе уверзији
Ненад Боровчанин је титулу првака Европе у крузер категорији у верзији (WBO) освојио у мечу против Бугарина Константина Семерџијева 11. јуна 2011. у спортској дворани Борик у Бањалуци. Меч је трајао пуних 12 рунди а Боровчанин је титулу освојио на поене. Као првак Европе је стекао шансу да се бори за титулу првака свијета у крузер категорији у верзији (WBO) федерације. Организатор меча у Бањалуци је Емир Кустурица а покровитељи меча су Влада Републике Српске, Кабинет председника Републике Српске, и Град Бањалука.
| „                                 | Ову победу и титулу, посвећујем Републици Српској и нашем народу. Посебно поздрављам двојицу истакнутих Срба, то је председник, наш Милорад Додик и Емир Кустурица. | ” |
| — Ненад Боровчанин 11. јуна 2011. | |   |

Мечу који је организован у стилу спектакла, присуствовали су Милорад Додик, Емир Кустурица, Драган Чавић, Тадија Качар, Марјан Бенеш и многе друге личности.
Мечу су присуствовали и Милорад Чавић (пливање), Ненад Перуничић (рукомет) и боксерске легенде Драгомир Вујковић, Тадија Качар, Звонко Вујин, Антон Јосиповић, Маријан Бенеш, Љубиша Симић, Драган Васиљевић.

## Награде и признања
- Спортиста града Лозница
- Спортски амбасадор Републике Српске
- Најбољи млади политичар региона